# ミュージアムショップ

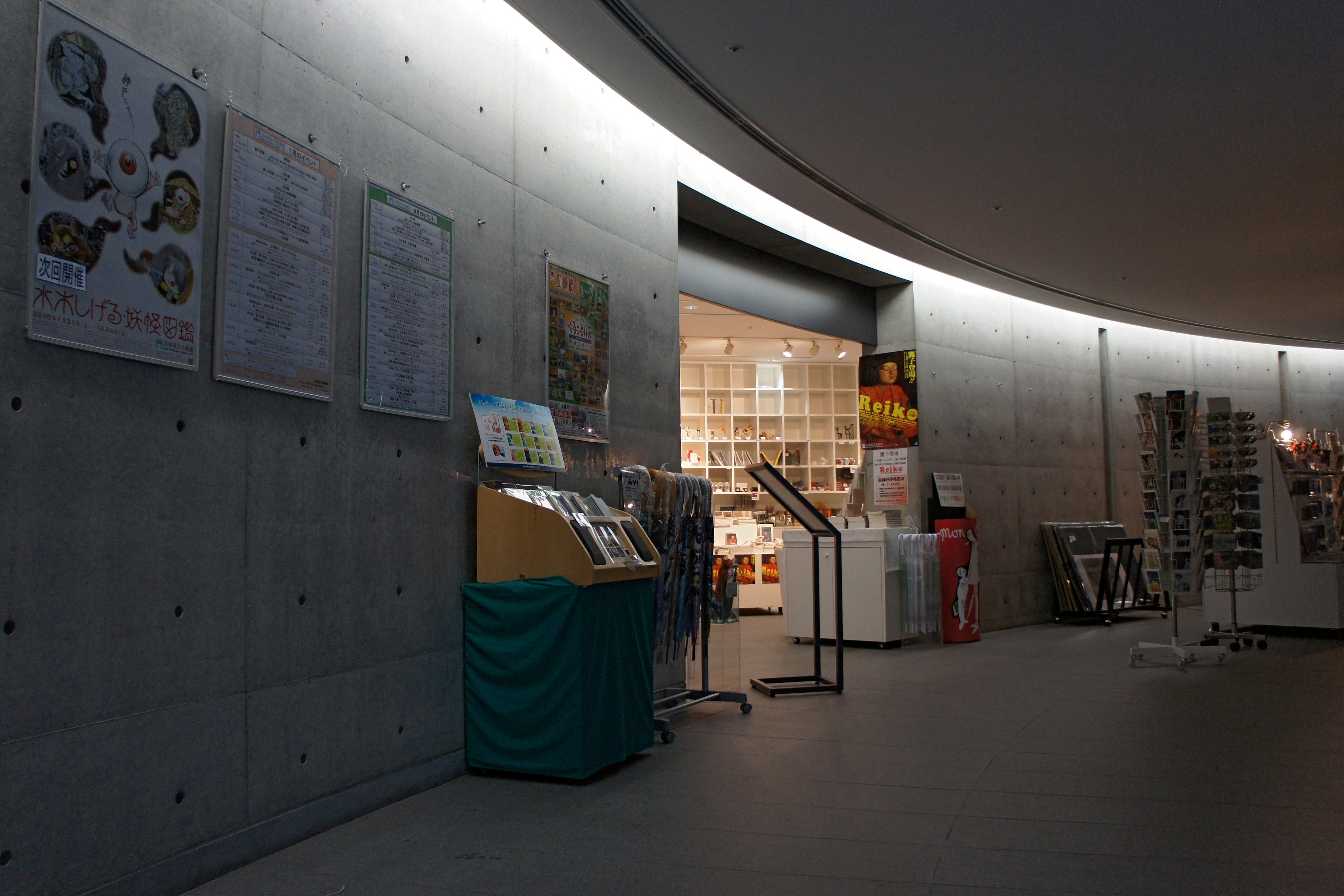
ミュージアムショップの一例
（兵庫県立美術館）

ミュージアムショップとは、博物館や美術館内に設けられた販売店舗のこと。広義には、動物園・水族館・植物園・資料館・文学館等の売店を示す場合もある。

## 概要
公的資金が削減される中、ミュージアムショップは博物館にとって貴重な収入源であり、博物館の専門家は入場する観客の教育を継続する上でも必要であるとみている。
元来は開催中および過去の展覧会カタログ（展覧会図録）を販売するスペースであった。それが次第に拡大し、研究紀要などの刊行物をはじめ、オリジナルのミュージアムグッズ、関連する一般書籍、洋書、他の美術館等のミュージアムグッズ、展覧会または美術作品としてのポスター、（小型の）美術作品等を取り扱うようになってきている。
日本のショップには物産展程度の扱いしかしていないところもあるが、本来は来館者へのアフターフォローの位置づけもあり、見学後の定着、関心の向上・維持が図れるように、オリジナル商品の開発、百貨店等への納品、インターネットによる通信販売をおこなっている例もある。これらにより、ミュージアムショップは博物館の収入源の一つにもなっている。リピーター（再来館者）の確保のためにも、こうした役割は重視していかなければならないとされ、近年では図書室やレストラン・カフェと並んで、博物館・美術館にはなくてはならない付帯設備となってきている。
博物館や美術館の付帯施設であるため、設置場所は同一敷地内である場合が多い。入館料を課すところは、入館しないとショップに入れないところもある。

運営主体は、博物館や美術館の直営、関連団体（「博物館友の会」等）、外部委託など様々である。